# Juanita Aparicio
Juanita Aparicio (Monterrey, 27 de enero de 1935 - Querétaro, 27 de septiembre de 2020) novillera mexicana hija del torero y charro Francisco Aparicio y de Eva Castro.

## Primeros años
Juanita, que fue la mayor de cuatro hermanos, siguió la tradición familiar, que estuvo ligada a través de varias generaciones al mundo de la charrería. Su primer contacto con el mundo del toro fue mirando fotos de su padre, que aparte de ser jinete, fue torero llegando a torear en España, Francia y Portugal. 
A los 11 años, toreó por primera vez delante de su padre, el cual, al ver las cualidades de su hija, decidió apoyarla en el camino que emprendió dentro del mundo del toro, y que inició el 11 de marzo de 1951; día en que toreó en el rancho de "El Charro" y cortó las dos orejas y el rabo.
En sus inicios, fue alternando el toreo a pie y el toreo a caballo; pero un accidente que le fracturó la columna vertebral le impidió montar a caballo durante un largo periodo de tiempo.

## Debut como novillera
El 13 de septiembre de 1953, después de 45 novilladas, hizo su debut en una novillada formal que se realizó en la Plaza de toros de México. A partir de entonces, Juanita toreó varias veces en esta ciudad, destacando el mano a mano que hizo con la norteamericana Betty Ford.
También toreó varias veces en distintas plazas de Centro y Sudamérica, destacando una tarde en Caracas, donde compartió cartel con la estadounidense Patricia Mccormick.
Su carrera llevaba muy buena proyección, sin embargo, las constantes trabas que se fue encontrando por el hecho de ser mujer la llevó a anunciar su retirada en la Plaza "El Toreo" (Cuatro Caminos, México DF). 

## El retorno a los ruedos
Dos años después de anunciar su retirada, Juanita volvió a los ruedos llegando a torear en muchos de los estados del país. El 12 de noviembre de 1959, a los 25 años de edad, se retiró definitivamente en León (Guanajuato).

## Vida personal
Tras su retirada, Juanita se casó con el doctor José Manuel Álvarez Tena, con quien tuvo cuatro hijos (José Manuel, Juan Antonio, Francisco Javier y Alejandra Yanira). 
Su relevancia dentro del toreo femenino mexicano quedó patente al bautizar la plaza de toros de San José del Valle (Nayarit) con su nombre en recuerdo de la actuación que realizó en ella.